# 1310 Villigera
1310 Villigera је Марсов тројански астероид чија средња удаљеност од Сунца износи 2,392 астрономских јединица (АЈ).
Апсолутна магнитуда астероида је 11,45 а геометријски албедо 0,045.